# Pehardovac
Pehardovac is een plaats in de gemeente Dubrava in de Kroatische provincie Zagreb. De plaats telt 16 inwoners (2001).